# Tegensturen
Tegensturen is een technische term die een autorijtechniek beschrijft. Wanneer een auto door overstuur achteraan uitbreekt en onbestuurbaar dreigt te worden, kan de chauffeur ingrijpen door het stuur in de tegengestelde richting van de afwijking te draaien. Op die manier wordt de auto gedwongen om de lijn van de bocht aan te houden. 
Tegensturen is een techniek die niet voor beginnelingen weggelegd is, het vraagt een zeer grote concentratie en dosering, bij voorkeur in combinatie met gedoseerd gas bijgeven. De mate van tegenstuur heeft te maken met een groot aantal factoren, zoals het type aandrijving, de stuurgeometrie, de architectuur van de achteras, de staat van de banden, de gewichtsverdeling en de kracht van de motor. 
Ervaren, getrainde chauffeurs lokken vaak opzettelijk overstuur uit om zo de wagen met tegenstuur zeer snel door de bocht te laten rijden. Dit leidt tot driften, een typische rallytechniek waarbij de auto bijna zijdelings door de bocht gaat. Deze techniek is populair maar controversieel; veel professionele coureurs zweren erbij omdat ze een uitgelokte drift onder controle kunnen houden. Sommige rallycoureurs raden echter af om de auto te laten uitbreken, ze raden juist aan om zo lang mogelijk de ideale lijn te volgen. 
Tegenstuur is bijzonder spectaculair. Een auto laten oversturen om dan tegen te sturen is evenwel gevaarlijk omdat het resultaat onvoorspelbaar is en zeker in het dagelijkse verkeer op de openbare weg tot ongevallen kan leiden.